# Malick Kordel
Malick Kordel (* 2. März 2004) ist ein deutscher Basketballspieler.

## Werdegang
Kordel spielte in Oberhausen Handball und kam erst 2021 zum Basketball. Trainer Gary Johnson holte ihn 2022 zum Regionalligisten BSV Wulfen, nachdem er auf Kordel in Übungseinheiten der in der Nachwuchs-Basketball-Bundesliga antretenden Spielgemeinschaft Metropol Baskets Ruhr aufmerksam geworden war. Diese Mannschaft hatte Johnson neben seiner Tätigkeit in Wulfen als Trainer betreut.
In der Saison 2023/24 stand Kordel in Diensten des Drittligisten Iserlohn Kangaroos, für den er in 18 Spielen der 2. Bundesliga ProB im Durchschnitt 2,2 Punkte und 1,8 Rebounds erzielte. Im Sommer 2024 stattete Bundesliga-Rückkehrer Skyliners Frankfurt Kordel mit einem Vertrag über mehrere Jahre aus. Nachdem er in den ersten Spielen der Saison 2024/25 für die zweite Frankfurter Mannschaft in vier Einsätzen in der 2. Bundesliga ProB im Mittel 13 Punkte, 9 Rebounds und fast 2 Blocks erzielt hatte, wurde Kordel Ende Oktober 2024 von Trainer Denis Wucherer erstmals in der Basketball-Bundesliga eingesetzt.
2025 schrieb er sich an der University of Michigan in den Vereinigten Staaten ein.

### Sonstiges
Kordels Mutter Regine spielte in der Damen-Basketball-Bundesliga für NB Oberhausen. Er ist ein Neffe des aus den Vereinigten Staaten stammenden Jason Rueter, der als Berufsbasketballspieler unter anderem beim FC Schalke 04 tätig war.